# Sitio de Augusta
El sitio de Augusta fue una de las batallas de la guerra de las vísperas sicilianas.

## Antecedentes
Tras la victoria en la batalla naval de Malta en 1283, Roger de Lauria provocó a los angevinos atacando la costa calabresa, Nápoles y Posilipo. Finalmente, en ausencia de Carlos I de Anjou, el príncipe de Salerno armó una escuadra para ir a su encuentro, siendo atacado cerca de Nápoles por Carlos II el cojo que fue derrotado y capturado.
De 1282 a 1285 el conflicto entre las dos coronas se trasladó a Cataluña, donde la cruzada contra la Corona de Aragón fue humillantemente derrotada en la batalla del Collado de las Panizas y la batalla naval de las Hormigas. A comienzos de 1285 murió en Foggia Carlos I de Anjou, y Carlos II el cojo fue proclamado sucesor, pero como todavía era prisionero de los catalanes ejercieron la regencia su sobrino Roberto II de Artois y Gerardo de Parmo.
Roger de Lauria atacó el Languedoc en febrero de 1286, y Bernardo de Sarriá y Berenguer de Vilaragut atacaron la costa de Apulia en el verano del mismo año como venganza por la invasión de los franceses en Cataluña unos meses antes, con la intención de disminuir las posibilidades de aprovisionamiento de naves y hombres para el bando angevino en la guerra de las vísperas sicilianas.

## Toma y recuperación de Augusta

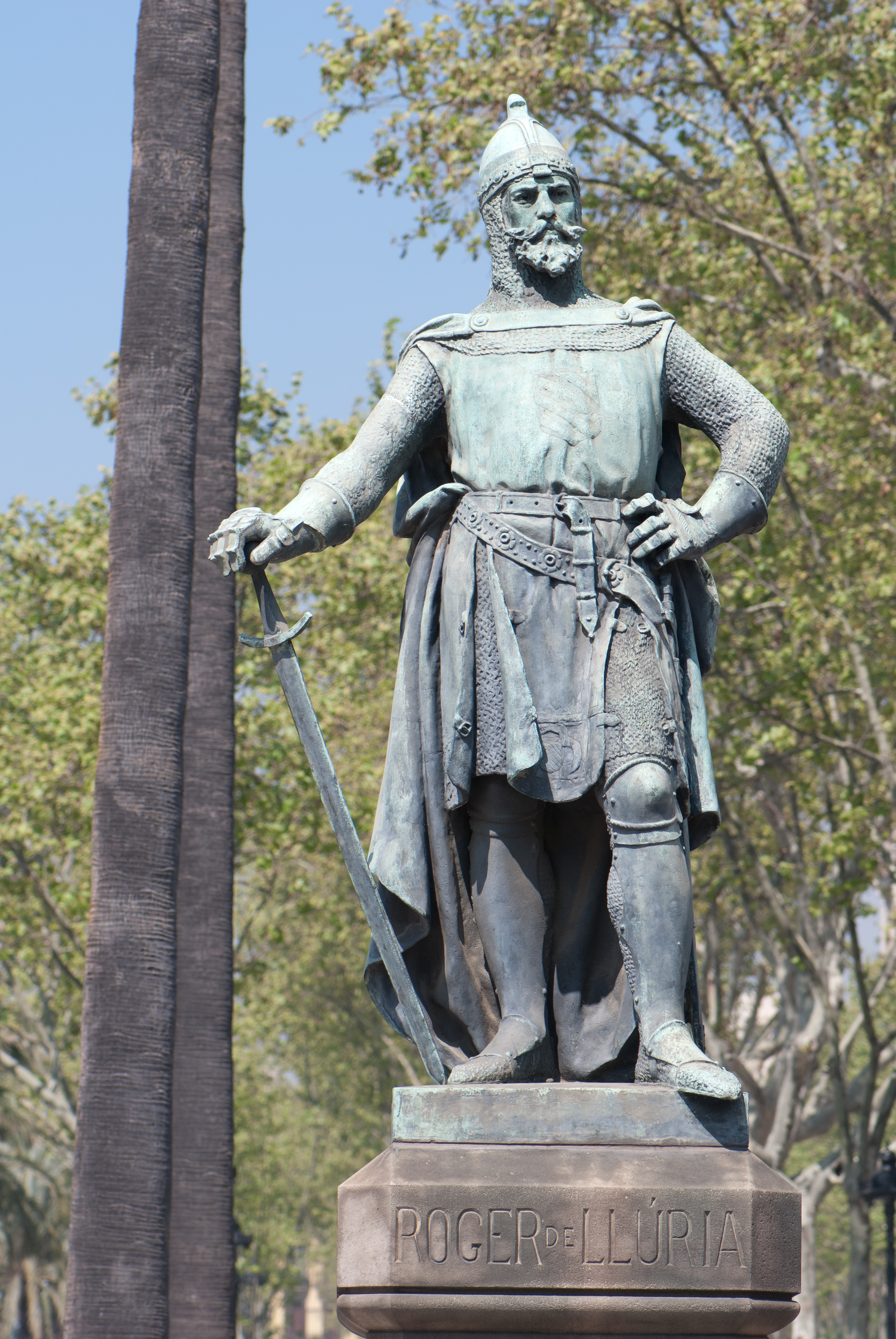
Roger de Lauria

Honorio IV presionó a los angevinos para que reanudaran el asalto a Sicilia, que reunieron 40 galeras en Brindisi y 43 más en Sorrento. En abril de 1287 la flota de Brindisi, comandada por Reynald III Quarrel, conde de Avella, desembarcó en Augusta el 1 de mayo, tomando la villa y el castillo.
Tan pronto como Jaime el Justo lo supo, envió la escuadra de Roger de Lauria, pero la escuadra angevina ya se había ido a Sorrento, de manera que la escuadra de Roger de Lauria continuó bordeando la isla por el sur, reuniéndose con el resto de la flota en una maniobra de distracción de la flota de la Corona de Aragón.

## Consecuencias
Los dos escuadras se encontraron pocas semanas después en la batalla de los condes, en la que nuevamente Roger de Lauria venció y capturó numerosas galeras angevinas.
Carlos II el cojo fue liberado en virtud de los tratados de Oloron y de Canfranc y fue coronado en Rieti el 29 de mayo de 1289 recibiendo del Papa el título de Carlos de Palermo y el de rey de Sicilia, y se firmó una tregua por dos años.
La muerte de Alfonso el Franco en 1291 dio origen, cuatro años más tarde, a un nuevo gran conflicto entre la Corona de Aragón y el Reino de Sicilia, pues Jaime II el Justo fue proclamado conde rey de la Corona de Aragón y delegó el reino de Sicilia en su hermano pequeño.